# Bessey
Bessey és un municipi francès situat al departament del Loira i a la regió d'Alvèrnia-Roine-Alps. L'any 2007 tenia 384 habitants.

## Demografia

### Població
El 2007 la població de fet de Bessey era de 384 persones. Hi havia 146 famílies de les quals 32 eren unipersonals (20 homes vivint sols i 12 dones vivint soles), 47 parelles sense fills, 55 parelles amb fills i 12 famílies monoparentals amb fills.
La població ha evolucionat segons el següent gràfic:
Habitants censats

### Habitatges
El 2007 hi havia 181 habitatges, 149 eren l'habitatge principal de la família, 21 eren segones residències i 12 estaven desocupats. 176 eren cases i 4 eren apartaments. Dels 149 habitatges principals, 124 estaven ocupats pels seus propietaris, 22 estaven llogats i ocupats pels llogaters i 3 estaven cedits a títol gratuït; 4 tenien dues cambres, 12 en tenien tres, 54 en tenien quatre i 79 en tenien cinc o més. 120 habitatges disposaven pel capbaix d'una plaça de pàrquing. A 52 habitatges hi havia un automòbil i a 91 n'hi havia dos o més.

### Piràmide de població
La piràmide de població per edats i sexe el 2009 era:
| Homes | Edats   | Dones |
| ----- | ------- | ----- |
| 0     | 95 o +  | 0     |
| 0     | 90 a 94 | 1     |
| 0     | 85 a 89 | 3     |
| 1     | 80 a 84 | 2     |
| 9     | 75 a 79 | 8     |
| 9     | 70 a 74 | 5     |
| 6     | 65 a 69 | 12    |
| 4     | 60 a 64 | 4     |
| 11    | 55 a 59 | 4     |
| 10    | 50 a 54 | 13    |
| 15    | 45 a 49 | 10    |
| 16    | 40 a 44 | 16    |
| 9     | 35 a 39 | 7     |
| 4     | 30 a 34 | 7     |
| 11    | 25 a 29 | 8     |
| 9     | 20 a 24 | 10    |
| 10    | 15 a 19 | 8     |
| 9     | 10 a 14 | 10    |
| 11    | 5 a 9   | 13    |
| 5     | 0 a 4   | 6     |

## Economia
El 2007 la població en edat de treballar era de 259 persones, 191 eren actives i 68 eren inactives. De les 191 persones actives 176 estaven ocupades (90 homes i 86 dones) i 16 estaven aturades (7 homes i 9 dones). De les 68 persones inactives 27 estaven jubilades, 31 estaven estudiant i 10 estaven classificades com a «altres inactius».

### Ingressos
El 2009 a Bessey hi havia 151 unitats fiscals que integraven 402 persones, la mediana anual d'ingressos fiscals per persona era de 18.535 €.

### Activitats econòmiques
Dels 14 establiments que hi havia el 2007, 1 era d'una empresa de fabricació d'altres productes industrials, 2 d'empreses de construcció, 2 d'empreses de comerç i reparació d'automòbils, 5 d'empreses d'hostatgeria i restauració, 3 d'empreses de serveis i 1 d'una entitat de l'administració pública.
Dels 4 establiments de servei als particulars que hi havia el 2009, 1 era una fusteria i 3 restaurants.
L'any 2000 a Bessey hi havia 28 explotacions agrícoles que ocupaven un total de 255 hectàrees.

## Poblacions més properes
El següent diagrama mostra les poblacions més properes.